# The Killing (Fernsehserie)/Episodenliste

Logo zur Serie

Diese Episodenliste enthält alle Episoden der US-amerikanischen Krimiserie The Killing, sortiert nach der US-amerikanischen Erstausstrahlung. Zwischen 2011 und 2014 entstanden in vier Staffeln insgesamt 44 Episoden.

## Übersicht
| Staffel | Episodenanzahl | Erstausstrahlung USA | Erstausstrahlung USA | Deutschsprachige Erstausstrahlung | Deutschsprachige Erstausstrahlung |
| Staffel | Episodenanzahl | Staffelpremiere      | Staffelfinale        | Staffelpremiere                   | Staffelfinale                     |
| ------- | -------------- | -------------------- | -------------------- | --------------------------------- | --------------------------------- |
| 1       | 13             | 3. April 2011        | 19. Juni 2011        | 1. März 2013                      | 24. Mai 2013                      |
| 2       | 13             | 1. April 2012        | 17. Juni 2012        | 31. Mai 2013                      | 23. August 2013                   |
| 3       | 12             | 2. Juni 2013         | 4. August 2013       | 16. September 2014                | 16. September 2014                |
| 4       | 6              | 1. August 2014       | 1. August 2014       | 16. September 2014                | 16. September 2014                |

## Staffel 1
Die Erstausstrahlung der ersten Staffel war vom 1. April bis zum 19. Juni 2011 im US-amerikanischen Fernsehsender AMC zu sehen. Die deutschsprachige Erstausstrahlung sendete der deutsche Pay-TV-Sender RTL Crime vom 1. März bis zum 24. Mai 2013.
| Nr. (ges.) | Nr. (St.) | Deutscher Titel                               | Originaltitel                      | Erstausstrahlung USA | Deutschsprachige Erstausstrahlung (D) | Regie                 | Drehbuch                       |
| --- | --------- | --------------------------------------------- | ---------------------------------- | -------------------- | ------------------------------------- | --------------------- | ------------------------------ |
| 1 | 1         | Rosie Larsen                                  | Pilot                              | 3. Apr. 2011         | 1. März 2013                          | Patty Jenkins         | Veena Sud                      |
| In Seattle, Washington, untersucht Detective Sarah Linden das Verschwinden von Rosie Larsen, ein junges Mädchen. Als Larsens Leiche entdeckt wird, beginnt Linden eine Morduntersuchung während ihr privates Leben auf der Strecke bleibt. Die Leiche wurde in einem zu der Bürgermeisterkampagne des Stadtrats Darren Richmond gehörenden Fahrzeug gefunden, was dessen Chancen auf einen Sieg in der bevorstehenden Wahl verschlechtert. |           |                                               |                                    |                      |                                       |                       |                                |
| 2 | 2         | Der Käfig                                     | The Cage                           | 3. Apr. 2011         | 8. März 2013                          | Ed Bianchi            | Veena Sud                      |
| Die Polizeibefragung von Rosie Larsens trauernden Eltern und von Rosies besten Freunden ergeben eine Liste der Verdächtigen und führt die Detektive zu neuen Beweisen an der Schule. |           |                                               |                                    |                      |                                       |                       |                                |
| 3 | 3         | El Diablo                                     | El Diablo                          | 10. Apr. 2011        | 15. März 2013                         | Gwyneth Horder-Payton | Dawn Prestwich & Nicole Yorkin |
| Stadtrat Richmond vermutet ein Leck in seinem Team und verdächtigt sogar seine engsten Mitarbeiter Gwen und Jamie. Richmond lässt den E-Mail-Verkehr aller Mitarbeiter überprüfen und findet eine E-Mail von Jamies Computer an das gegnerische Lager. Er scheint das Leck zu sein. Sarah spürt einen Zeugen auf, der zu einem Verdächtigen führt, während sie versucht mit ihrem neuen schwierigen Partner Holder zusammenzuarbeiten. Als Linden die Frage von Rosies Mutter beantworten muss, ob Rosies letzte Minuten qualvoll waren, lässt sie unmittelbar Eines erfahren: Manche Wahrheiten sind einfach unerträglich und können nicht ausgesprochen werden. Aber das lässt sie nicht verschwinden: nicht für Sarah. Linden wird von den Ereignissen mehr und mehr mitgenommen. |           |                                               |                                    |                      |                                       |                       |                                |
| 4 | 4         | Ein lautloses Echo                            | A Soundless Echo                   | 17. Apr. 2011        | 22. März 2013                         | Jennifer Getzinger    | Soo Hugh                       |
| 5 | 5         | Super 8                                       | Super 8                            | 24. Apr. 2011        | 29. März 2013                         | Phil Abraham          | Jeremy Doner                   |
| Stanley Larsen wendet sich an seinen Arbeitskollegen Belko, um herauszufinden wen die Polizei verdächtigt. Richmond erklärt sich bereit, eine Verleumdungskampagne gegen den Bürgermeister zu starten. Inzwischen befragen Holder und Linden Ahmed, der ihnen einen Super-8-Film zeigt, auf dem Rosie auf einem Fahrrad mit einem unbekannten Begleiter zu sehen ist. |           |                                               |                                    |                      |                                       |                       |                                |
| 6 | 6         | Was übrig bleibt                              | What You Have Left                 | 1. Mai 2011          | 5. Apr. 2013                          | Agnieszka Holland     | Nic Pizzolatto                 |
| Linden und Holder erfahren, dass Rosie in der Nacht des Mordes Ahmed zu Hause besucht hat. Die Richmond-Kampagne leidet weiter wegen seiner Verbindung zu dem Mordverdächtigen Ahmed, während Stan überlegt die Gerechtigkeit selbst in die Hand zu nehmen. |           |                                               |                                    |                      |                                       |                       |                                |
| 7 | 7         | Vergeltung                                    | Vengeance                          | 8. Mai 2011          | 12. Apr. 2013                         | Ed Bianchi            | Linda Burstyn                  |
| Der Larsen Fall dreht sich weiter um Hauptverdächtigen Bennet Ahmed. Inzwischen steht Richmond steht mehr unter Druck aufgrund seiner Weigerung, sich offen von Ahmed zu distanzieren. |           |                                               |                                    |                      |                                       |                       |                                |
| 8 | 8         | Mauern                                        | Stonewalled                        | 15. Mai 2011         | 19. Apr. 2013                         | Dan Attias            | Aaron Zelman                   |
| Linden stößt mit dem FBI zusammen als sich zwei Fälle vermischen. Die Beziehung zwischen Linden und Holder ist angespannt, als Bilder von Rosies Mord der Presse zugespielt werden. |           |                                               |                                    |                      |                                       |                       |                                |
| 9 | 9         | Sog                                           | Undertow                           | 22. Mai 2011         | 26. Apr. 2013                         | Agnieszka Holland     | Dan Nowak                      |
| 10 | 10        | Ich werde dich wissen lassen, wenn ich da bin | I’ll Let You Know When I Get There | 29. Mai 2011         | 3. Mai 2013                           | Ed Bianchi            | Nicole Yorkin & Dawn Prestwich |
| 11 | 11        | Vermisst                                      | Missing                            | 5. Juni 2011         | 10. Mai 2013                          | Nicole Kassell        | Veena Sud                      |
| 12 | 12        | Beau Soleil                                   | Beau Soleil                        | 12. Juni 2011        | 17. Mai 2013                          | Keith Gordon          | Jeremy Doner & Soo Hugh        |
| 13 | 13        | Orpheus Abstieg                               | Orpheus Descending                 | 19. Juni 2011        | 24. Mai 2013                          | Brad Anderson         | Veena Sud & Nic Pizzolatto     |

## Staffel 2
Die Erstausstrahlung der zweiten Staffel war vom 1. April bis zum 17. Juni 2012 im US-amerikanischen Fernsehsender AMC zu sehen. Die deutschsprachige Erstausstrahlung sendete der deutsche Pay-TV-Sender RTL Crime vom 31. Mai bis zum 23. August 2013.
| Nr. (ges.) | Nr. (St.) | Deutscher Titel           | Originaltitel       | Erstausstrahlung USA | Deutschsprachige Erstausstrahlung (D) | Regie             | Drehbuch                       |
| ---------- | --------- | ------------------------- | ------------------- | -------------------- | ------------------------------------- | ----------------- | ------------------------------ |
| 14         | 1         | Reflektionen              | Reflections         | 1. Apr. 2012         | 31. Mai 2013                          | Agnieszka Holland | Veena Sud                      |
| 15         | 2         | Mein glücklicher Tag      | My Lucky Day        | 1. Apr. 2012         | 7. Juni 2013                          | Dan Attias        | Dawn Prestwich & Nicole Yorkin |
| 16         | 3         | Betäubt                   | Numb                | 8. Apr. 2012         | 14. Juni 2013                         | Brad Anderson     | Eliza Clark                    |
| 17         | 4         | Ogi Jun                   | Ogi Jun             | 15. Apr. 2012        | 21. Juni 2013                         | Phil Abraham      | Jeremy Doner                   |
| 18         | 5         | Geister der Vergangenheit | Ghosts of the Past  | 22. Apr. 2012        | 28. Juni 2013                         | Ed Bianchi        | Wendy Riss                     |
| 19         | 6         | Eröffnungen               | Openings            | 29. Apr. 2012        | 5. Juli 2013                          | Kevin Bray        | Aaron Zelman                   |
| 20         | 7         | Keylela                   | Keylela             | 6. Mai 2012          | 12. Juli 2013                         | Nicole Kassell    | Dan Nowak                      |
| 21         | 8         | Aus dem Reservat          | Off the Reservation | 13. Mai 2012         | 19. Juli 2013                         | Veena Sud         | Nathaniel Halpern              |
| 22         | 9         | Sayonara, Hiawatha        | Sayonara, Hiawatha  | 20. Mai 2012         | 26. Juli 2013                         | Phil Abraham      | Nicole Yorkin & Dawn Prestwich |
| 23         | 10        | 72 Stunden                | 72 Hours            | 27. Mai 2012         | 2. Aug. 2013                          | Nicole Kassell    | Eliza Clark                    |
| 24         | 11        | Bulldogge                 | Bulldog             | 3. Juni 2012         | 9. Aug. 2013                          | Ed Bianchi        | Jeremy Doner                   |
| 25         | 12        | Donnie oder Marie         | Donnie or Marie     | 10. Juni 2012        | 16. Aug. 2013                         | Keith Gordon      | Aaron Zelman & Wendy Riss      |
| 26         | 13        | Was ich weiß              | What I Know         | 17. Juni 2012        | 23. Aug. 2013                         | Patty Jenkins     | Veena Sud & Dan Nowak          |

## Staffel 3
Die Erstausstrahlung der dritten Staffel war vom 2. Juni bis zum 4. August 2013 im US-amerikanischen Fernsehsender AMC zu sehen. Die deutschsprachige Erstveröffentlichung fand am 16. September 2014 auf Netflix per Streaming statt.
| Nr. (ges.) | Nr. (St.) | Deutscher Titel             | Originaltitel          | Erstausstrahlung USA | Deutschsprachige Erstausstrahlung (D/A/CH) | Regie                     | Drehbuch                                    |
| ---------- | --------- | --------------------------- | ---------------------- | -------------------- | ------------------------------------------ | ------------------------- | ------------------------------------------- |
| 27         | 1         | Der Jungle                  | The Jungle             | 2. Juni 2013         | 16. Sep. 2014                              | Ed Bianchi                | Veena Sud                                   |
| 28         | 2         | Was du am meisten fürchtest | That You Fear the Most | 2. Juni 2013         | 16. Sep. 2014                              | Lodge Kerrigan            | Dan Nowak                                   |
| 29         | 3         | Siebzehn                    | Seventeen              | 9. Juni 2013         | 16. Sep. 2014                              | Kari Skogland             | Eliza Clark                                 |
| 30         | 4         | Der Rattenfänger            | Head Shots             | 16. Juni 2013        | 16. Sep. 2014                              | Michael Rymer             | Dawn Prestwich & Nicole Yorkin              |
| 31         | 5         | Überlebensinstinkt          | Scared and Running     | 23. Juni 2013        | 16. Sep. 2014                              | Dan Attias                | Coleman Herbert                             |
| 32         | 6         | Enteignungsgebiet           | Eminent Domain         | 30. Juni 2013        | 16. Sep. 2014                              | Keith Gordon              | David Wiener                                |
| 33         | 7         | Hoffnung auf den Himmel     | Hope Kills             | 7. Juli 2013         | 16. Sep. 2014                              | Tricia Brock              | Brett Conrad                                |
| 34         | 8         | Man bemüht sich             | Try                    | 14. Juli 2013        | 16. Sep. 2014                              | Lodge Kerrigan            | Nic Sheff & Aaron Slavik                    |
| 35         | 9         | Grausamer Fund              | Reckoning              | 21. Juli 2013        | 16. Sep. 2014                              | Jonathan Demme            | Dan Nowak                                   |
| 36         | 10        | Sechs Minuten               | Six Minutes            | 28. Juli 2013        | 16. Sep. 2014                              | Nicole Kassell            | Veena Sud                                   |
| 37         | 11        | Von hier oben               | From Up Here           | 4. Aug. 2013         | 16. Sep. 2014                              | Dan Attias                | Dawn Prestwich & Nicole Yorkin              |
| 38         | 12        | Die letzte Reise            | The Road to Hamelin    | 4. Aug. 2013         | 16. Sep. 2014                              | Phil Abraham & Dan Attias | Eliza Clark, Dawn Prestwich & Nicole Yorkin |

## Staffel 4
Die vierte Staffel veröffentlichte der Video-on-Demand-Anbieter Netflix am 1. August 2014 per Streaming. Die deutschsprachige Erstveröffentlichung fand am 16. September 2014 ebenfalls auf Netflix per Streaming statt.
| Nr. (ges.) | Nr. (St.) | Deutscher Titel  | Originaltitel      | Erstausstrahlung USA | Deutschsprachige Erstausstrahlung (D/A/CH) | Regie             | Drehbuch                       |
| ---------- | --------- | ---------------- | ------------------ | -------------------- | ------------------------------------------ | ----------------- | ------------------------------ |
| 39         | 1         | Blut im Wasser   | Blood in the Water | 1. Aug. 2014         | 16. Sep. 2014                              | Nicole Kassell    | Veena Sud                      |
| 40         | 2         | Ausgerutscht     | Unraveling         | 1. Aug. 2014         | 16. Sep. 2014                              | Lodge Kerrigan    | Dan Nowak                      |
| 41         | 3         | Ein guter Soldat | The Good Soldier   | 1. Aug. 2014         | 16. Sep. 2014                              | Ed Bianchi        | Nicole Yorkin & Dawn Prestwich |
| 42         | 4         | Geträumt         | Dream Baby Dream   | 1. Aug. 2014         | 16. Sep. 2014                              | Gregory Middleton | Sean Whitesell                 |
| 43         | 5         | Die Wahrheit     | Truth Asunder      | 1. Aug. 2014         | 16. Sep. 2014                              | Coky Giedroyc     | Dan Nowak                      |
| 44         | 6         | Der Garten Eden  | Eden               | 1. Aug. 2014         | 16. Sep. 2014                              | Jonathan Demme    | Veena Sud                      |